# Chiesa di Santa Margherita (Londra)
La chiesa di Santa Margherita (in inglese: church of Saint Margaret), parte storica di Ossulstone nella contea di Middlesex, è un luogo di culto anglicano che si trova nei pressi dell'abbazia di Westminster in Parliament Square, ed è famosa per essere stata la parrocchia del parlamento britannico a Londra. È dedicata a Santa Margherita di Antiochia.

## Storia
La chiesa di santa Margherita venne costruita nel XII secolo dai monaci benedettini della vicina Abbazia di Westminster come sede della parrocchia, che fino ad allora si trovava nella chiesa abbaziale. Divenuta ormai troppo piccola e insufficiente per la popolazione in aumento, tra il 1486 e il 1523 venne ricostruita in stile gotico. Nel 1614 i puritani, scontenti dell'abbazia, scelsero di spostare la sede della parrocchia del parlamento nella chiesa di Santa Margherita, a parer loro più adatta a questo ruolo..
Tra il 1734 ed il 1738, su progetto di John James, venne ricostruita la torre campanaria in pietra di Portland, mentre il portico della facciata è opera di John Loughborough Pearson. L'interno della chiesa subì un restauro che gli fece assumere l'aspetto corrente da Sir George Gilbert Scott nel 1877.
Una vetrata del 1509 ricorda il fidanzamento di Caterina d'Aragona con Arturo Tudor, fratello maggiore di Enrico VIII. Le altre finestre commemorano William Caxton, il primo che portò la stampa in Inghilterra, tumulato nella chiesa nel 1491, Sir Walter Raleigh, ucciso nel vecchio giardino del palazzo, anch'egli sepolto nella chiesa nel 1618, ed il poeta John Milton, che abitava nella parrocchia. Anche il collezionista Henry Constantine Jennings venne sepolto qui.

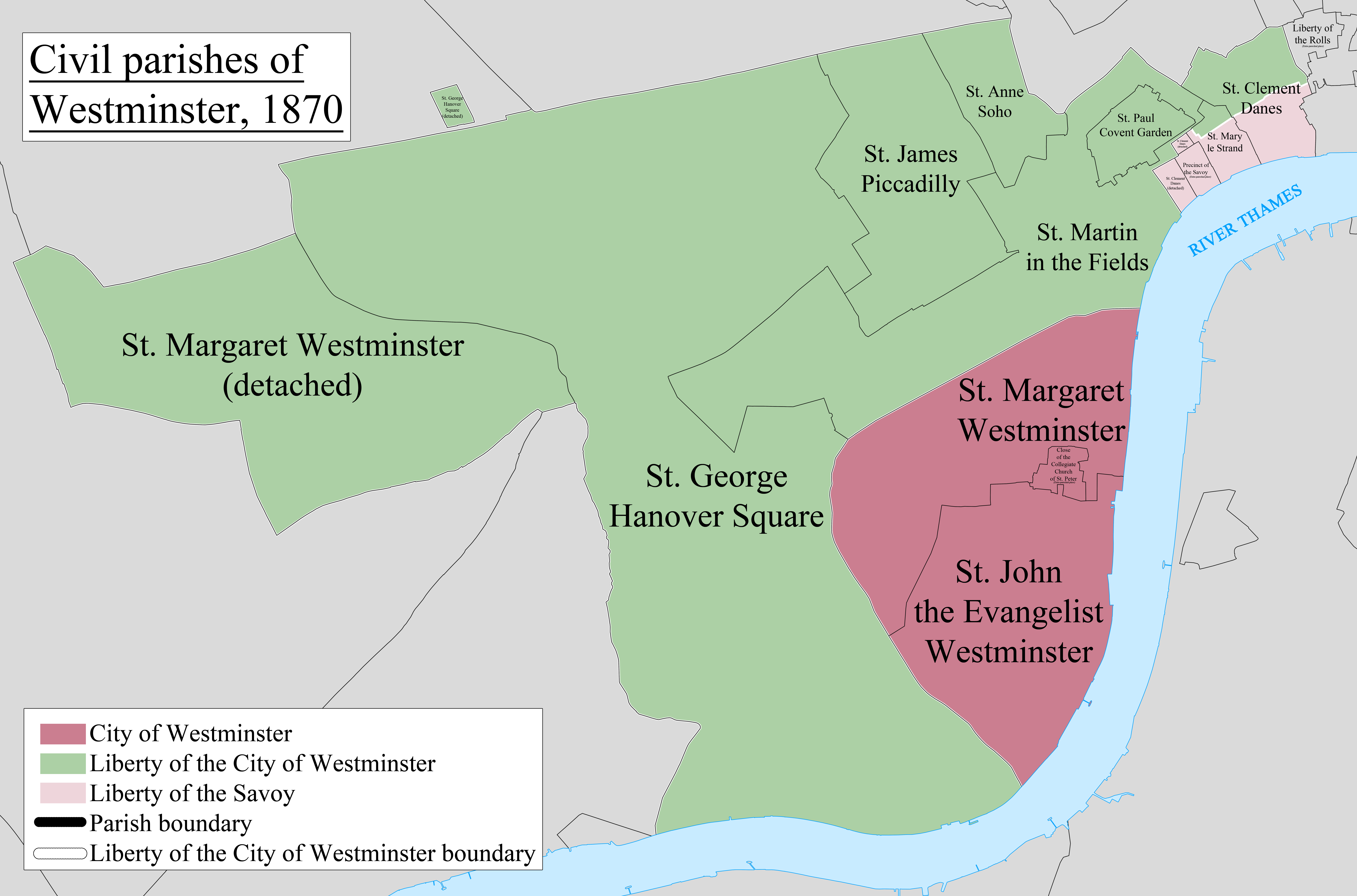
Mappa evidenziante il territorio parrocchiale

La chiesa divenne un luogo ricercato per i matrimoni "di società", tra cui quelli di Samuel Pepys e di Sir Winston Churchill. Il complesso della chiesa di Santa Margherita, del Palazzo e dell'Abbazia di Westminster fa parte del patrimonio dell'umanità dell'UNESCO. Nella chiesa di santa Margherita si svolgono i concerti del Choir of Westminster Abbey.
La chiesa è una dipendenza dell'abbazia di Westminster pur essendo stata per secoli anche una parrocchia poiché gli abati e poi i decani ebbero anche giurisdizione ecclesiastica territoriale fino al 1840, in quell'anno la parrocchia passò a far parte della diocesi di Londra fino al 1972 quando la parrocchia stessa venne abolita nella riforma dei confini parrocchiali diocesani, da allora è tornata a dipendere esclusivamente dai decani di Westminster (che è una Royal Peculiar quindi esente dalla stessa diocesi londinese). Comunque è rimasto il legame con il parlamento britannico poiché la carica di "Cappellano dello Speaker della Camera dei comuni" (carica istituita nel 1660, in genere uno dei canonici della stessa abbazia) ha avuto spesso la cura di questa chiesa.

## Descrizione

### Esterno
La chiesa di santa Margherita sorge nel parco alla sinistra della chiesa abbaziale dell'Abbazia di Westminster, a nord di quest'ultima e ad ovest del Palazzo del Parlamento.
L'esterno della chiesa si presenta in un sobrio stile gotico; la facciata, alquanto schiacciata, è a salienti, con le due parti laterali terminanti con tetto piano e la centrale con un doppio spiovente poco accentuato decorato con due piccole guglie. In basso, al centro, vi è il portico a tre arcate a sesto acuto, anch'esso sormontato da guglie. In ognuna delle tre sezioni della facciata, si apre una polifora (quadrifore ai lati, pentafora al centro) che dà luce all'interno.
Alla sinistra della facciata, si eleva il campanile, costruito in stile neogotico negli anni '30 del XVIII secolo da John James. In pietra di Portland, è a pianta quadrata, con più ordini separati da cornicioni. A ciascuno dei quattro angoli, vi è una guglia. Il campanile termina in alto con una lanterna ottagonale, di sezione minore.

### Interno
L'interno della chiesa di Santa Margherita è a tre navate, senza abside, separate da archi a sesto acuto poggianti su pilastri polistili. Il soffitto delle tre navate è sorretto da capriate in legno scuro, con cassettoni poco accentuati decorati con rilievi dorati. Nella navaa centrale, al di sopra delle arcate, vi è il cleristorio che si apre sull'esterno con coppie di bifore.
Le ultime quattro campate della navata centrale sono occupate dal presbiterio, rialzato di alcuni gradini rispetto al resto della chiesa. Nella parte anteriore, vi sono a destra l'ambone, in bronzo, con il leggio a forma di aquila, e a sinistra il pulpito, in legno dipinto, con balaustra traforata. Oltre, lungo le due pareti laterali, gli stalli lignei del coro e, a ridosso della parete fondale, sotto la grande pentafora chiusa con vetrate policrome, l'altare, con ricca ancona scolpita e dipinta.

### Organi a canne
In fondo alla navata laterale di sinistra, con mostra composta da canne di principale disposte in due cuspidi senza cassa, si trova l'organo a canne, costruito nel 1897 dalla ditta organaria J.W. Walker & Sons e ricostruito tra il 1977 e il 1978 dalla stessa detta, che ne ha anche curato il restauro nel 1993. Lo strumento è a trasmissione elettro-pneumatica, con consolle indipendente nel presbiterio avente tre tastiere di 61 note ciascuna ed una pedaliera concavo-radiale di 32.
Nei pressi del presbiterio, vi è un organo positivo, destinato all'accompagnamento dei canti nella liturgia, costruito nel 1807 da Henry C. Lincoln e restaurato nel 1959 da Noel Mander. Racchiuso entro una cassa neoclassica in legno, ha un'unica tastiera di 43 tasti ed è privo di pedaliera.

## Galleria d'immagini

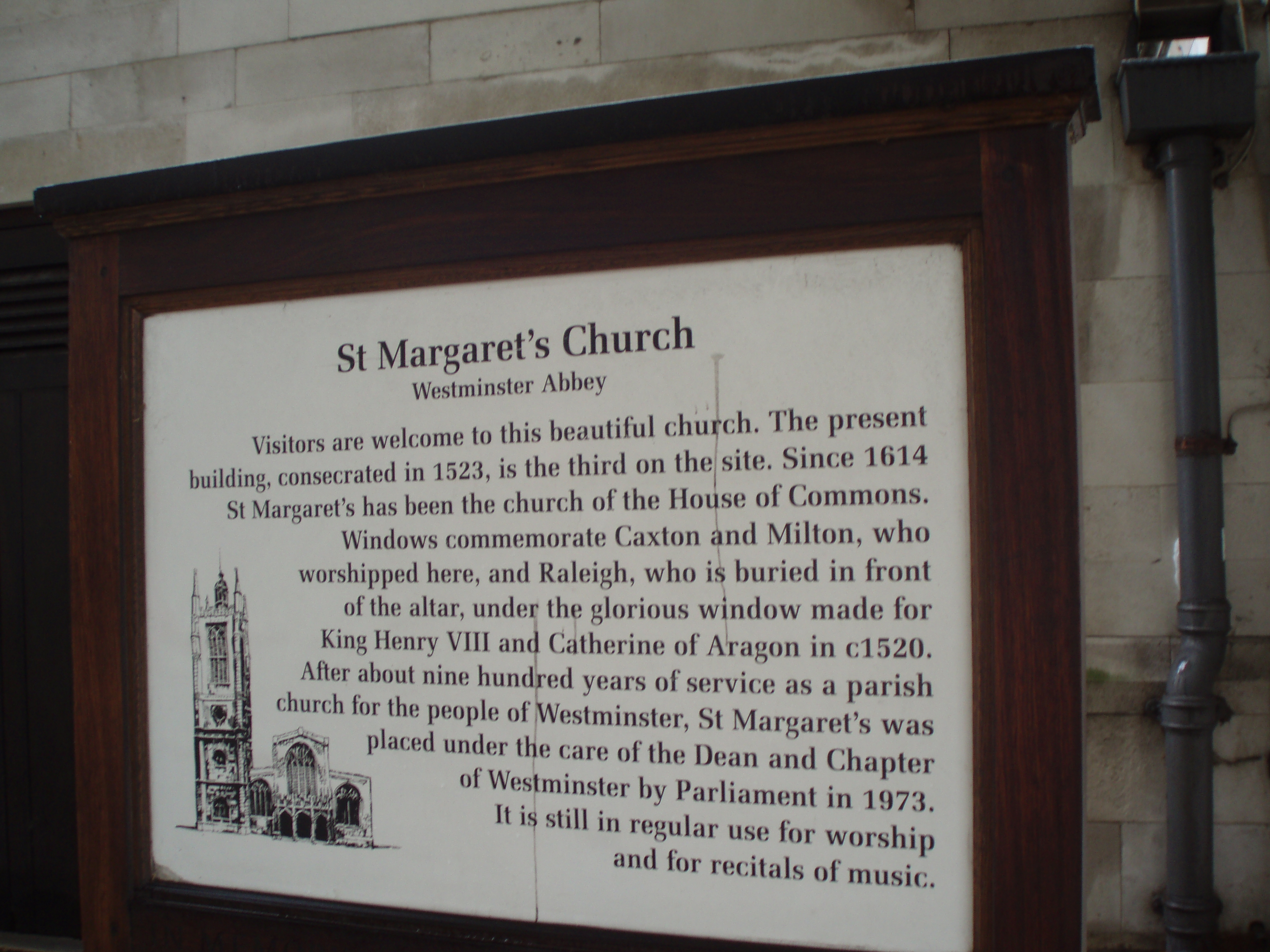
Targa della chiesa
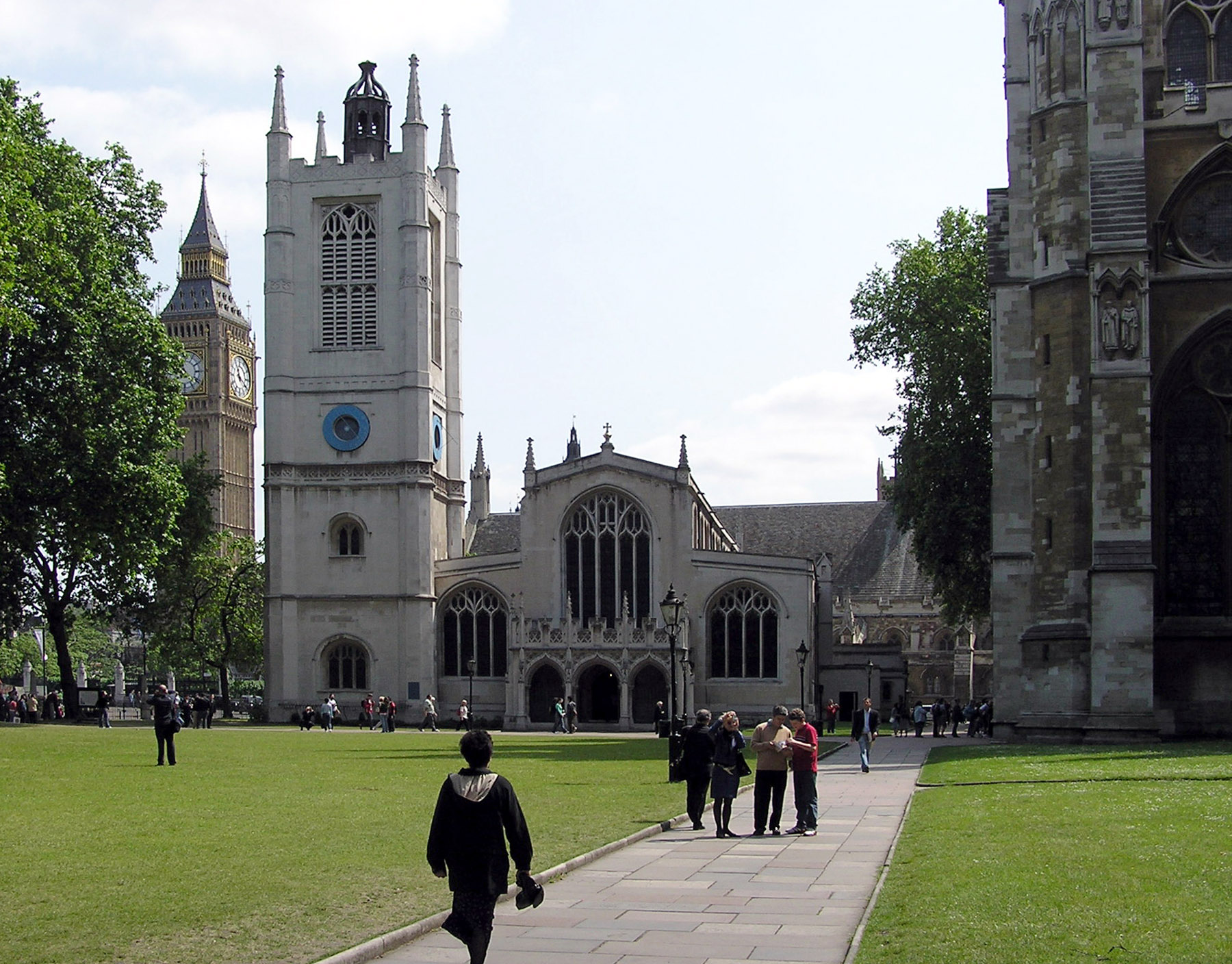
Chiesa di Santa Margherita. A sinistra si trova la Torre di Santo Stefano presso il Palazzo di Westminster; a destra l'Abbazia.
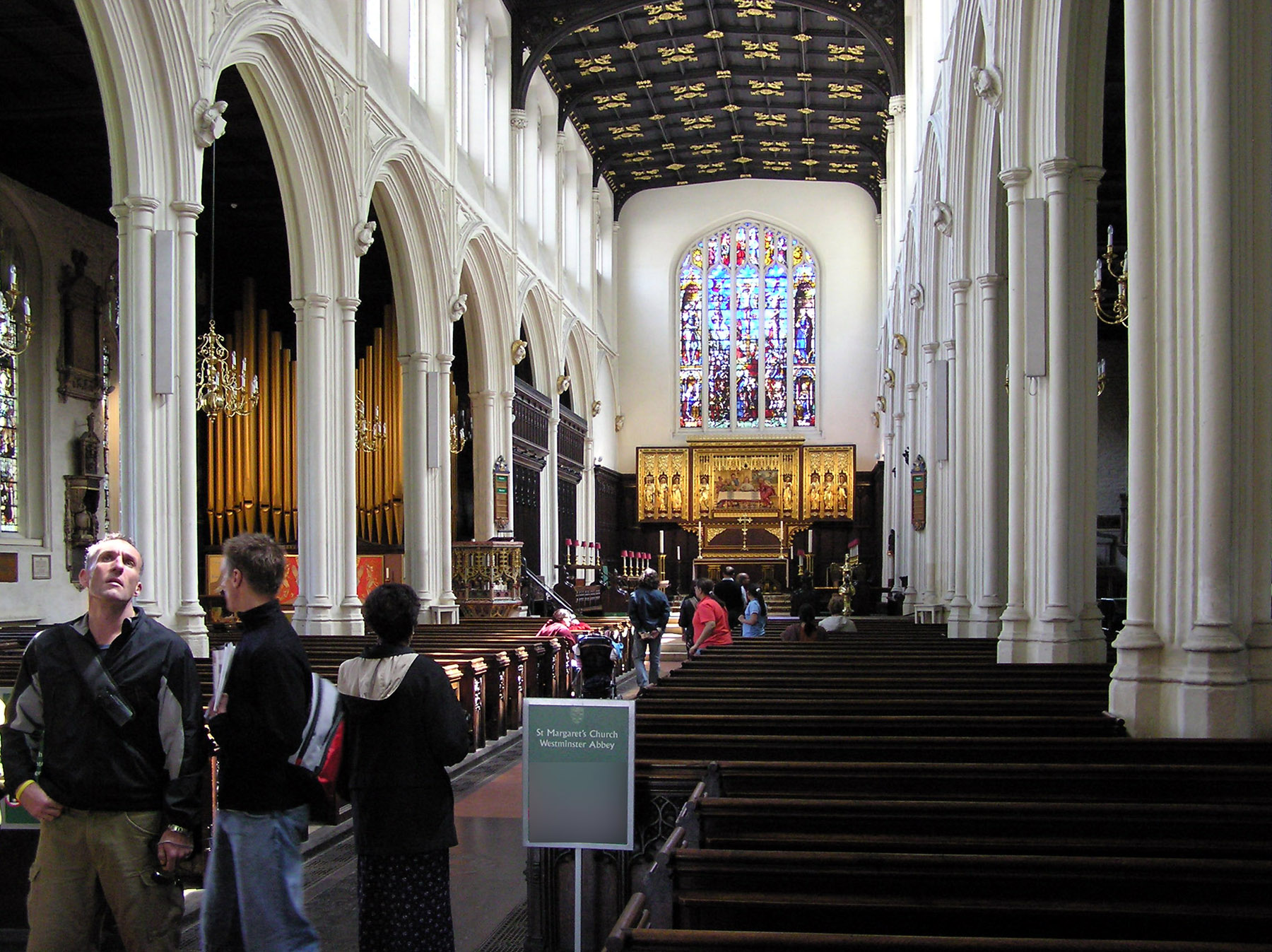
Navata di Santa Margherita